# La gran festa
La gran festa (títol original en anglès House Party) és una pel·lícula de comèdia estatunidenca del 1990 dirigida per Reginald Hudlin. És protagonitzada per Christopher "Kid" Reid i Christopher "Play" Martin del duo hip hop Kid 'n Play en el seu debut cinematogràfic, Paul Anthony, Bow-Legged Lou i B-Fine de Full Force, i Robin Harris (que va morir d'un atac cardíac nou dies després de l'estrena de la pel·lícula, fent de La gran festa el seu penúltim paper d'actuació). Ha estat doblada al català.
La pel·lícula va ser escrita i dirigida per Reginald Hudlin, basada en la seva guardonada pel·lícula d'estudiants de la Universitat Harvard. La pel·lícula va recaptar més de 26 milions de dòlars a la taquilla amb la seva estrena més àmplia en 700 sales. A la seva estrena inicial va obtenir elogis de la crítica i des de llavors s'ha convertit en un clàssic de culte.
Els papers principals van ser escrits originalment per a DJ Jazzy Jeff & The Fresh Prince.
El 2022, la pel·lícula va ser seleccionada per a la seva preservació al National Film Registry dels Estats Units per la Biblioteca del Congrés dels Estats Units com a "important culturalment, històricament o estèticament".

## Argument
Al principi de la pel·lícula, els nens ballen dins d'una casa i el soroll és tan fort que fa volar el sostre.
A la cafeteria de l'institut, en Peter, també conegut com "Play", anuncia que aquesta nit farà una festa a casa seva, ja que els seus pares estan de vacances. L'estudiant reticent Bilal serà el DJ. El seu amic Christopher "Kid" Robinson Jr. es veu involucrat en un altercat amb Stab, assetjador escolar, i els seus germans, Pee-Wee i Zilla. A casa, Kid intenta convèncer el seu pare Christopher "Pop" Robinson Sr. perquè el deixi anar a la festa. Pop és reticent al principi. Després de rebre una trucada de l'escola sobre la baralla d'en Kid amb Stab, en Pop canvia d'opinió i justifica en Kid les seves accions.
En lloc de perdre's la festa de l'any, Kid s'escapa mentre Pop dorm. Tanmateix, la porta que es tanca darrere de Kid desperta en Pop. De camí a la festa, Kid és aturat per la policia del barri i es troba amb Stab i els seus germans, salta per sobre d'una tanca on hi ha un home gros anomenat Roughouse, juntament amb Stab, Zilla i Pee-Wee disparat per Roughouse. El nen s'endinsa en una reunió propera d'Alpha Delta Sigma per escapar d'ells.
En arribar a la reunió, Kid ensopega amb la taula del DJ i barreja alguns dels seus antics discos de doo wop perquè pugui viure la festa amb un rap, fins que arriben en Stab i els altres. En intentar escapar, Kid derroca accidentalment un home gran. Kid i els assetjadors són atrapats per la policia del barri, que humilien els adolescents abans de deixar-los anar. El pare del nen és aturat i assetjat per la policia mentre intenta trobar-lo.
La festa està en ple apogeu quan arriba Kid. Durant la festa, Chill colpeja la taula del DJ, cosa que enfada en Bilal i altres convidats, i gairebé resulta en una baralla entre els dos. Kid and Play participen en un concurs de ball amb noies atractives Sydney i Sharane (originalment era Kid and Groove contra Sydney i Sharane, però després que Groove s'emborratxa i es desmaiï, Play ocupa el seu lloc), i després fan una batalla freestyle. Stab i els seus amics intenten carregar-se la festa, però són arrestats per segona vegada per intentar cremar la casa. Els policies es delecten amb la possibilitat de colpejar-los. Finalment, Pop arriba a la festa. Després de no trobar-lo, Pop promet esperar a Kid a casa.
Play atura la festa després que el bany del seu lavabo s'ha trencat. Tot i que Kid i Sydney tenen ulls l'un per l'altre, Sharane decideix coquetejar amb Kid obertament, per disgust de Sydney. Aviat, els tres abandonen la festa, però quan Kid intenta fer avenços a Sharane, ella el rebutja. Kid torna a casa Sydney i, després d'una discussió, la parella es calma.
Sydney permet en Kid entrar a casa seva. Els dos estan a punt de tenir relacions sexuals allà quan ella l'atura, volent saber si és simplement la seva segona opció. Kid admet que Sydney va ser la seva primera opció durant tot el temps. Tanmateix, no fan res després d'adonar-se que l'únic preservatiu de Kid és massa vell per ser utilitzat. Quan els pares de Sydney tornen a casa, ara es revela com una de les parelles de la reunió de l'escola secundària, inclòs l'home amb qui es va trobar en Kid, Sydney l'ajuda a sortir furtivament de casa.
Aconsegueix sortir d'un altre embolic amb Stab i els seus germans, i tots acaben a una cel·la de la presó. Kid entreté a la resta dels homes de la cel·la fent rap, distraent-los el temps suficient perquè Play, Sharane, Bilal i Sydney arribin i el rescatin. Més tard, els cinc amics donen les bones nits. Kid i Sydney comparteixen un petó apassionat. Després que Play i Bilal el deixin, Kid entra a la casa i es despulla. Quan està a punt d'anar al llit, aixeca la vista i troba en Pop sostenint un cinturó mentre es prepara per donar-li un cop. A mesura que corren els crèdits, se sent Pop colpejant en Kid amb el cinturó.
Durant el registre de crèdits, el sostre que va ser volat abans aterra sobre els agents de policia.

## Repartiment
- Christopher "Kid" Reid com a Christopher "Kid" Robinson Jr.
- Christopher "Play" Martin com a Peter "Play" Martin
- "Paul Anthony" George com a personal
- Lucien "Bow-Legged Lou" George Jr. com a Pee-Wee
- Brian "B-Fine" George com a Zilla
- Robin Harris com a Christopher "Pop" Robinson Sr.
- Tisha Campbell com a Sydney
- A.J. Johnson com Sharane
- Martin Lawrence com a Bilal
- John Witherspoon com el Sr. Strickland
- Barry Diamond com a policia número 1
- Michael Pniewski com a policia número 2
- George Clinton com a DJ
- Kelly Jo Minter com a LaDonna
- Gene "Groove" Allen (de Groove B. Chill) com a Groove
- Daryl "Chill" Mitchell (de Groove B. Chill) com a Chill
- Belal "DJ Belal" Miller (de Groove B. Chill) com a Herman
- Lou B. Washington com a Otis
- Bebe Drake com a senyora Strickland
- Clifton Powell com el germà de Sharane
- Verda Bridges com la germana de Sharane
- Desi Arnez Hines II com a Peanut
- Norma Donaldson com a Mildred
- Shaun Baker com Clint
- Anthony Johnson com a E.Z.E.
- Cliff Frazier com a Brutus
- Jaime Cardriche com a tatuatge
- Ronn Riser com a noi al bany número 1
- Bentley Kyle Evans com a noi al bany #2
- Reginald Hudlin com a lladre núm. 1 (cameo)
- Warrington Hudlin com a lladre #2 (cameo)

## Música

### Banda sonora
El 9 de març de 1990 Motown Records va publicar una banda sonora que contenia música hip hop i R&B. Va arribar al 104 al Billboard 200 i al 20 al Top R&B/Hip-Hop Albums.

## Llançament
La pel·lícula es va estrenar al Festival de Cinema de Sundance el 20 de gener de 1990, on va guanyar el premi de cinematografia per a Peter Deming i un trofeu de cineastes per a Reginald Hudlin.
El 9 de març de 1990, la pel·lícula es va estrenar a 520 sales de cinema i va recaptar 4.611.024 dòlars. Es va convertir en un èxit sorpresa, guanyant més de 26 milions de dòlars amb un pressupost de 2,5 milions de dòlars.

## Recepció
La gran festa va rebre l'aclamació de la crítica. A Rotten Tomatoes, la pel·lícula té un percentatge d'aprovació del 94% basat en 31 comentaris, amb una valoració mitjana de 7/10. El consens crític del lloc web diu: "La gran festa és una comèdia adolescent lleugera i entretinguda amb una energia contagiosa." A Metacritic, la pel·lícula té una puntuació mitjana ponderada de 76 sobre 100, basada en 15 crítics, que indica "crítiques generalment favorables".
Roger Ebert del Chicago Sun-Times li va donar tres de les quatre estrelles i va elogiar la seva "energia i exuberància". Va anomenar la pel·lícula "de paret a paret amb cançons i danses exuberants" i va afirmar que "el musical és un llenç que fa servir el director, Reginald Hudlin, per mostrar-nos als adolescents negres amb una frescor i una originalitat poc freqüents a les pel·lícules modernes".
La pel·lícula va rebre set nominacions als 6ns Premis Independent Spirit. El director de cinema Reginald Hudlin va ser nominat a millor director), Christopher "Kid" Reid va ser nominat a Millor protagonista masculí), Tisha Campbell i A.J. Johnson van ser nominats a Millor actriu secundària), Robin Harris va ser nominat al Millor actor de suport), i el director de fotografia de la pel·lícula Peter Deming va ser nominat al Millor fotografia. La pel·lícula també va ser nominada al Millor primera pel·lícula.

## Seqüeles
La pel·lícula va ser un èxit popular, i es van fer dues seqüeles: House Party 2 el 1991, i House Party 3 el 1994. House Party 2 compta amb Lawrence i Campbell repetint els seus papers de la primera pel·lícula. Els dos van començar a protagonitzar la sèrie de televisió Martin l'any següent. House Party 3 inclou grups de hip hop/R&B TLC i Immature en papers secundaris. El 2001, Immature, que ara és IMx, va protagonitzar una seqüela directe a vídeo, House Party 4: Down to the Last Minute, que no compta amb cap repartiment original de les altres tres pel·lícules.
Una cinquena entrega i seguiment directe de la tercera pel·lícula, titulada House Party: Tonight's the Night es va rodar el 2012 amb Tequan Richmond, Zac Goodman, Tristin Mays,  Alex McGregor, Rolonda Watts i Gary Anthony Williams. La pel·lícula va ser un llançament directe en DVD el 2013 i va marcar el retorn de Kid 'n Play a la sèrie.
El 2018, es va anunciar que l'estrella del bàsquet LeBron James, juntament amb el seu soci de SpringHill Entertainment Maverick Carter, produirien una nova pel·lícula House Party amb Stephen Glover i Jamal Olori van escriure el guió. "Definitivament, no és un reinici. És un aspecte completament nou per a una pel·lícula clàssica. Tothom amb qui vaig créixer estimava House Party. Col·laborar amb aquest equip creatiu per portar una nova House Party a una nova una generació és increïble. Escolta, és divertit, és un honor quan vaig tenir l'oportunitat de produir-la, reiniciar tota la pel·lícula, home, em vaig divertir tant com un nen veient aquella pel·lícula", va dir James. "Estem provant algunes idees perquè els músics puguin participar i formar part del projecte", va dir Carter.
El cineasta de Los Angeles Calmatic, conegut per dirigir "Old Town Road", va ser seleccionat per dirigir-la el 2019. L'abril de 2021, Jorge Lendeborg Jr. i Tosin Cole van ser elegits en els papers principals. Va ser l'últim llargmetratge de SpringHill. El 28 de juliol de 2021, Jacob Latimore va ser seleccionat per substituir a Lendeborg, que va abandonar la pel·lícula a causa del seu benestar mental. Kid i Play van fer aparicions a la pel·lícula del 2023, igual que el productor James.
L'any 2022, la pel·lícula original va ser seleccionada per a la conservació al National Film Registry dels Estats Units per la Biblioteca del Congrés dels Estats Units com a "important culturalment, històricament o estèticament".